# Anna Simcic
Anna Katrina Simcic (Wels, Austria, 8 de noviembre de 1971) es una deportista australiana que compitió en natación.
Ganó dos medallas en el Campeonato Pan-Pacífico de Natación, oro en 1991 y plata en 1989. Participó en dos Juegos Olímpicos de Verano, ocupando el quinto lugar en Barcelona 1992 y el sexto en Atlanta 1996, en los 200 m espalda.

## Palmarés internacional
| Campeonato Pan-Pacífico | Campeonato Pan-Pacífico | Campeonato Pan-Pacífico | Campeonato Pan-Pacífico |
| Año                     | Lugar                   | Medalla                 | Prueba                  |
| ----------------------- | ----------------------- | ----------------------- | ----------------------- |
| 1989                    | Tokio (Japón)           | Medalla de plata        | 200 m espalda           |
| 1991                    | Edmonton (Canadá)       | Medalla de oro          | 200 m espalda           |